# Tristan-Samuel Weissborn
Tristan-Samuel Weissborn, né le 24 octobre 1991 à Vienne, est un joueur de tennis autrichien, professionnel depuis 2009.

## Carrière
Vainqueur d'un tournoi Futures en simple en 2013, il a connu plus de succès en double à partir de 2016, s'adjugeant 23 titres en ITF et 19 en Challenger, le premier à Ortisei en 2015.
En 2023, il remporte avec son partenaire monégasque Romain Arneodo le Challenger d'Ottignies-Louvain-la-Neuve. Ils obtiennent par la suite une invitation pour le Masters de Monte-Carlo où ils parviennent en finale à la surprise générale après avoir notamment écarté la paire no 2 mondiale Rajeev Ram et Joe Salisbury.

## Palmarès

### Finales en double messieurs
| No | Date       | Nom et lieu du tournoi                | Catégorie    | Dotation    | Surface      | Vainqueurs                       | Partenaire      | Score             |          |
| -- | ---------- | ------------------------------------- | ------------ | ----------- | ------------ | -------------------------------- | --------------- | ----------------- | -------- |
| 1  | 31-01-2022 | Córdoba Open Córdoba                  | ATP 250      | 430 530 $   | Terre (ext.) | Santiago González Andrés Molteni | Andrej Martin   | 7-5, 6-3          | Parcours |
| 2  | 09-04-2023 | Rolex Monte-Carlo Masters Monte-Carlo | Masters 1000 | 5 779 335 € | Terre (ext.) | Ivan Dodig Austin Krajicek       | Romain Arneodo  | 6-0, 4-6, [14-12] | Parcours |
| 3  | 29-01-2024 | Open Sud de France Montpellier        | ATP 250      | 579 320 €   | Dur (int.)   | Sadio Doumbia Fabien Reboul      | Albano Olivetti | 65-7, 6-4, [10-6] | Parcours |

## Parcours dans les tournois du Grand Chelem

### En double messieurs
| Année | Open d'Australie           | Open d'Australie          | Internationaux de France   | Internationaux de France | Wimbledon                 | Wimbledon                  | US Open                       | US Open                    |
| ----- | -------------------------- | ------------------------- | -------------------------- | ------------------------ | ------------------------- | -------------------------- | ----------------------------- | -------------------------- |
| 2016  | —                          | —                         | —                          | —                        | —                         | —                          | 2e tour (1/16) D. Thiem       | J. Chardy Sam Groth        |
| 2017  | —                          | —                         | —                          | —                        | 1er tour (1/32) D. Marcan | F. Mergea A.-U.-H. Qureshi | —                             | —                          |
|       |                            |                           |                            |                          |                           |                            |                               |                            |
| 2021  | 1er tour (1/32) A. Martin  | V. Pospisil D. Shapovalov | —                          | —                        | —                         | —                          | —                             | —                          |
|       |                            |                           |                            |                          |                           |                            |                               |                            |
| 2023  | —                          | —                         | 2e tour (1/16) R. Arneodo  | K. Krawietz Tim Pütz     | 2e tour (1/16) R. Arneodo | S. Gillé J. Vliegen        | 1er tour (1/32) R. Arneodo    | N. Barrientos A. Göransson |
| 2024  | 1er tour (1/32) R. Arneodo | S. Bolelli A. Vavassori   | 1er tour (1/32) R. Arneodo | L. Johnson S. Mansouri   | 2e tour (1/16) S. Ofner   | S. Báez D. Brown           | 1er tour (1/32) A. Shevchenko | R. Cash J. Tracy           |

N.B. : le nom du partenaire se trouve sous le résultat ; le nom des ultimes adversaires se trouve à droite.

## Classements ATP en fin de saison
| Année          | 2009 | 2010 | 2011 | 2012 | 2013 | 2014 | 2015 | 2016 | 2017 | 2018 | 2019 | 2020 | 2021 | 2022 | 2023 |
| Rang en simple | 1395 | 871  | 690  | 653  | 575  | 910  | 855  | –    | –    | –    | –    | –    | –    | –    | –    |
| Rang en double | 1198 | 536  | 497  | 452  | 407  | 438  | 176  | 95   | 112  | 119  | 103  | 109  | 124  | 110  | 54   |

Source : (en) Classements de Tristan-Samuel Weissborn sur le site officiel de la Fédération internationale de tennis